# Riyal iraniano
Il riyāl (in persiano ریال‎; codice ISO 4217 IRR) è la valuta dell'Iran. È suddiviso in 100 dinār ma, a causa del basso valore attuale del riyāl, non vengono usate sue frazioni.
Sebbene non sia più una valuta ufficiale dal 1932, il tūmān (pari a 10 riyāl) è frequentemente utilizzato. Attualmente i prezzi sono per la maggior parte esposti in tomān, a volte indicando 1 000 o 1 000 000 tomān (pari rispettivamente a 10 000 e 10 000 000 riyāl).
Non c'è un simbolo ufficiale per la valuta, ma lo standard iraniano ISIRI 820 ha definito un simbolo per l'uso sulle macchine per scrivere (menzionando che si tratta di un'invenzione dello stesso comitato per gli standard) e i due standard iraniani ISIRI 2900 e ISIRI 3342 definiscono un codice carattere da utilizzare allo scopo. Lo standard Unicode ha un carattere compatibile definito come "RIAL SIGN" (﷼) alla posizione U+FDFC.

## Storia
Il riyāl fu introdotto la prima volta nel 1798 come moneta di valore pari a 1 250 dinari o un ottavo di tomān. Nel 1825 cessò l'emissione di riyāl, con l'introduzione del sistema decimale e la conseguente emissione del qīrān, pari a 1 000 dinari (un decimo di tomān). Nel 1932 il riyāl, suddiviso in 100 (nuovi) dīnār, sostituì il qīrān alla pari.
Prima della decimalizzazione del 1932, erano state utilizzate le seguenti valute; alcuni di questi termini vengono ancora ampiamente utilizzati nella lingua e nei proverbi iraniani.
| Vecchia valuta     | Valore       | Prima emissione       |
| ------------------ | ------------ | --------------------- |
| Shahi              | 50 dinari    | Dinastia samanide     |
| Mahmoudi (sannar)  | 100 dinar    | Mahmud di Ghazna      |
| ʿAbbāsi (abbaside) | 200 dinār    | Shah Abbas I          |
| Naderi (da-shahi)  | 500 dinār    | Nadir Shah            |
| Qirān              | 1 000 dinār  | Fath Ali Shah (1825)  |
| Riyāl              | 1 250 dinār  | Fath ʿAli Shāh (1798) |
| Dozari             | 2 000 dinār  | Dinastia Qajar        |
| Panjzari           | 5 000 dinār  | Dinastia Qajar        |
| Tomān              | 10 000 dinār | Ilkhanato             |

## Valore
Nel 1932 il riyāl fu agganciato alla sterlina britannica con un tasso di cambio di 1 GBP = 59,75 IRR. Tale rapporto cambiò diventando pari a 80,25 nel 1936, a 64,35 nel 1939, a 68,8 nel 1940, a 141 nel 1941 e a 129 nel 1942. Nel 1945 l'Iran decise da agganciare la propria valuta al dollaro statunitense, con 1 USD = 32,25 IRR. Il rapporto fu portato a 75,75 nel 1957. L'Iran non seguì il dollaro nella svalutazione del 1973, portando il cambio a 1 USD = 68,725 IRR. Il legame con il dollaro fu abbandonato nel 1975.
Nel 1979 il riyāl era pari a 0,0141 dollari. Il valore della valuta iraniana declinò precipitosamente dopo la rivoluzione iraniana a causa della fuga di capitali dal paese. Gli studi effettuati stimano che la fuga di capitali dall'Iran avvenuta subito prima e dopo la rivoluzione è di ammontare compreso tra 30 e 40 miliardi di dollari. Mentre il 15 marzo 1978 erano sufficienti 71,46 riyāl per comprare un dollaro, nel luglio 1999 erano necessari 9 430 riyāl al medesimo scopo. Tuttavia il valore del riyāl è diventato più stabile dal 1999, in seguito alla rapida crescita dell'economia dell'Iran e alla sua distanza dall'area del dollaro.
L'improvvisa iniezione di redditi in valuta straniera nel sistema economico genera il fenomeno noto come "male olandese". Ci sono due principali conseguenze per un paese con il male olandese: perdita di competitività dei prezzi nella produzione di beni, e perciò l'esportazione di quei beni; e un incremento delle importazioni. Entrambi i casi sono chiaramente visibili in Iran.

### Sistema dei tassi di cambio

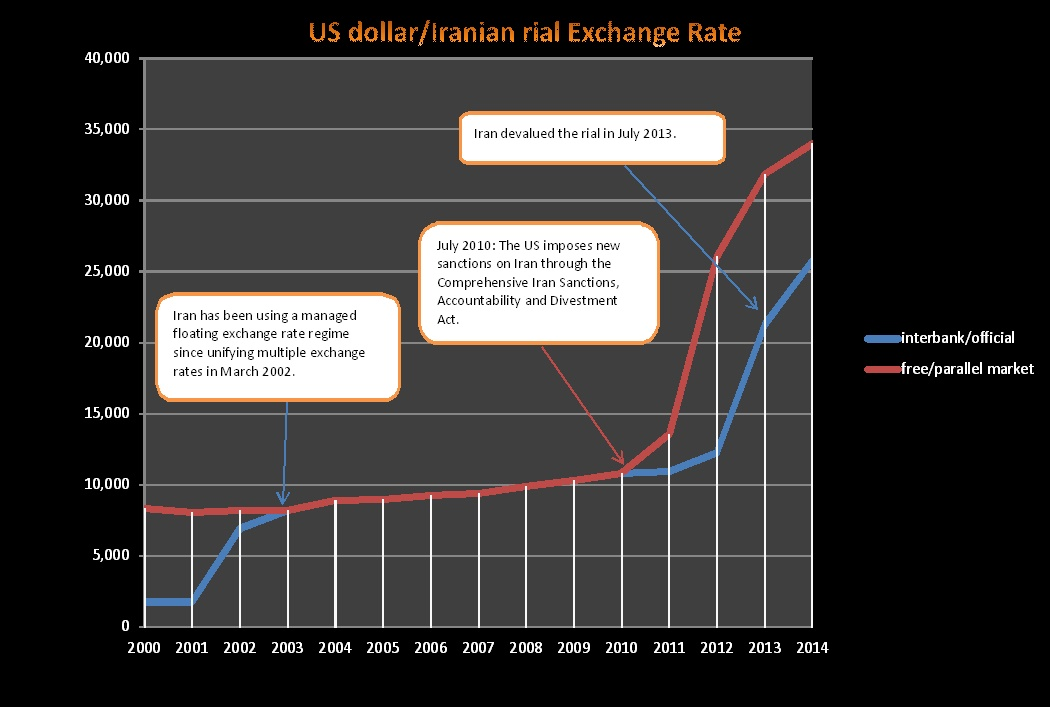
Andamento storico del tasso di cambio USD/IRR (2003–2009).

Fino al 2002, il sistema dei tassi di cambio iraniano era basato su due livelli, in cui lo Stato e le imprese parastatali beneficiavano di un tasso privilegiato (1 750 riyāl per un dollaro), mentre il settore privato doveva pagare il tasso di mercato (8 000 riyāl per un dollaro), creando così un ambiente competitivo iniquo. Tuttavia, nel marzo 2002, tale sistema è stato sostituito da un tasso di cambio unico di mercato.
Tassi di cambio:
Post-unificazione, Riyāl per dollaro:
9 142,8 (2008-stime); 9 407,5 (2007); 9 227,1 (2006); 8 964 (2005); 8 614 (2004); 8 360 (2003); 7 927 (2002)
Pre-unificazione, Riyāl per dollaro:
Mercato: 8 200 (2002); 8 050 (2001); 8 350 (2000)
Privilegiato: 1 755 (2002); 1 755 (2001); 1 755 (2000)
La politica monetaria è facilitata da una rete di 50 cambiavalute di gestione iraniana siti in Iran, nel Medio Oriente e in Europa. Secondo il Wall Street Journal e i cambiavalute, nel corso del 2009 il governo iraniano sta vendendo 250 milioni di dollari al giorno per mantenere il cambio riyāl/dollaro tra 9 700 e 9 900.

### Ridenominazione
A causa del basso valore corrente del riyāl, nonché dello scarso utilizzo del termine da parte della popolazione, fu proposto per la prima volta alla fine degli anni ottanta di ridenominare o cambiare la valuta. In seguito all'emissione di banconote di valore sempre maggiore, la questione è tornata di attualità nel 2003. Gli oppositori alla ridenominazione temono che gli effetti psicologici possano determinare un incremento dell'inflazione e della velocità di circolazione della moneta, che potrebbero portare a una maggior instabilità dell'economia iraniana.
Il 12 aprile 2007 la Commissione Economica del Parlamento annunciò di avere allo studio un disegno di legge sul cambio della valuta, sostenendo che la ridenominazione aveva contribuito a ridurre l'inflazione in altri paesi, come in Turchia. Nel 2008 un funzionario della banca centrale iraniana ha affermato che la banca progetta di eliminare quattro zeri dal riyāl e rinominarlo tomān. Nel frattempo la banca ha emesso due nuovi traveler's cheque, che funzionano quasi come banconote, con valore facciale di 500 000 e 1 000 000 riyāl. Tuttavia negli angoli in alto a destra sono rispettivamente riportati i numeri "50" e "100", fatto che è stato visto come primo passo verso l'adozione di una nuova valuta.

## Monete

### Primo riyāl
Furono emesse monete d'argento in tagli da 1/8, ¼, ½ e 1 riyāl.

### Secondo riyāl

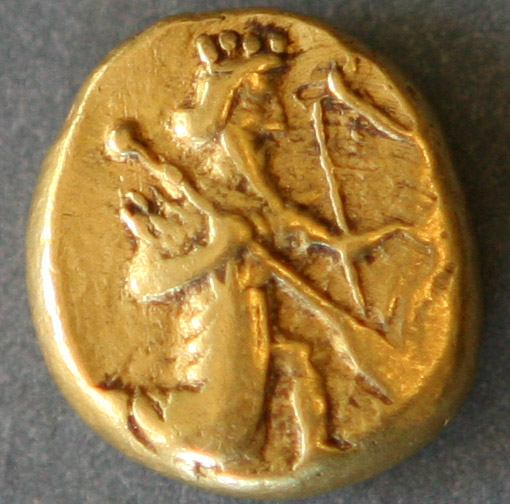
Una vecchia moneta achemenide da un darico ritrovata a Esfahan.

Le prime monete del secondo riyāl erano in tagli da 1, 2, 5, 10 e 25 dinār, ½, 1, 2 e 5 riyāl, con le monete da ½ a 5 riyāl coniate in argento. Furono anche emesse monete d'oro denominate in pahlavi, inizialmente di valore pari a 100 riyāl. Nel 1944 furono ridotte le dimensioni delle monete in argento, la più piccola delle quali divenne quella da 1 riyāl. Nello stesso anno venne interrotta la coniazione di tutte le monete di valore inferiore a 25 dinār. Nel 1945 furono introdotte monete d'argento da 10 riyāl. Nel 1953 cessò la produzione delle monete d'argento, e la moneta di valore inferiore divenne quella da 50 dinār. Le monete da 20 riyāl furono introdotte nel 1972.
Dopo la rivoluzione iraniana, il disegno delle monete fu modificato per rimuovere l'effigie dello scià, mentre dimensioni e composizione non furono immediatamente cambiate. Le monete da 50 dinār furono coniate solo nel 1980 e quelle da 50 riyāl furono introdotte nel 1981. Nel 1993 fu introdotta una nuova monetazione, con monete più piccole da 1, 5, 10 e 50 riyāl e nuovi pezzi da 100 riyāl. Le monete da 250 riyāl furono introdotte l'anno seguente. Nel 2004 furono ridotte le dimensioni delle monete da 50, 100 e 250 riyāl e furono introdotte le monete da 500 riyāl.
Attualmente circolano monete in tagli da 50, 100, 250 e 500 riyāl. Le monete da 5 e 10 riyāl hanno ancora corso legale ma non vengono più coniate.

## Banconote
Nel 1932 le banconote furono emesse dalla "Bank Melli Iran" in tagli da 5, 10, 20, 50, 100 e 500 riyāl. Le banconote da 1 000 riyāl furono introdotte nel 1935, seguite da quelle da 200 riyāl nel 1951 e da quelle da 5 000 e 10 000 riyāl nel 1952. La produzione di banconote da 5 riyāl cessò negli anni quaranta, quella delle banconote da 10 riyāl negli anni sessanta. Nel 1961 la Banca Centrale dell'Iran assunse il controllo sull'emissione di cartamoneta.
Nel 1979, dopo la rivoluzione iraniana, le banconote che riportavano l'effigie dello Scià furono controstampate con intricati disegni per coprirne il viso. Le prime emissioni regolari della Repubblica Islamica comprendevano tagli da 100, 200, 500, 1 000, 5 000 e 10 000 riyāl. Le banconote da 2 000 riyāl furono introdotte nel 1986.

### Emissione di banconote di valore superiore
L'emissione di banconote di valore superiore ai 10 000 riyāl fu proposta inizialmente nel 1989; nel 1992 la banca centrale chiese al governo il permesso di stampare banconote da 20 000, 50 000 e 100 000 riyāl, ma queste non vennero realizzate al momento, a causa di timori inflativi e di contraffazione. La banconota da 10 000 riyāl rimase quella di maggior valore per oltre 50 anni, fino al 2003, quando fu aggiunta la banconota da 20 000 riyāl.
Il 4 marzo 2007 fu annunciato che l'Iran avrebbe emesso una banconota da 50 000 riyāl, avente ad oggetto il programma nucleare iraniano. La banconota fu emessa il 12 marzo. La banconota riporta una citazione del profeta Maometto, traducibile come: "Anche se la scienza è alle Pleiadi, alcuni uomini dalla terra di Persia la raggiungeranno".
Attualmente circolano banconote in tagli da: 100, 200, 500, 1 000, 2 000, 5 000, 10 000, 20 000 e 50 000 riyāl. Dopo la morte di Ruhollah Khomeini, il suo ritratto è stato utilizzato sul fronte delle banconote di valore pari e superiore ai 1 000 riyāl.
| Serie corrente | Serie corrente | Serie corrente | Serie corrente    | Serie corrente                    | Serie corrente                                                                                                 |
| Immagine       | Immagine       | Valore         | Colore principale | Descrizione                       | Descrizione |
| Fronte         | Retro          | Valore         | Colore principale | Fronte                            | Retro |
| -------------- | -------------- | -------------- | ----------------- | --------------------------------- | --- |
|                |                | 100 riyāl      | Rosa              | Mausoleo di Ali al-Rida a Mashhad | Scuola di Chahar-Bagh                                                                                          |
|                |                | 200 riyāl      | Verde             | Moschea del Venerdì a Yazd        | Jahad-e Sazandegi (جهاد سازندگی)                                                                               |
|                |                | 500 riyāl      | Grigio            | Preghiera del venerdì             | Entrata principale dell'Università di Tehran                                                                   |
|                |                | 1 000 riyāl    | Marrone           | Ruhollah Khomeini                 | Cupola della Roccia                                                                                            |
|                |                | 2 000 riyāl    | Porpora           | Ruhollah Khomeini                 | Kaʿba |
|                |                | 5 000 riyāl    | Rosa              | Ruhollah Khomeini                 | Motivo decorativo tradizionale con uccelli e fiori                                                             |
|                |                | 10 000 riyāl   | Verde             | Ruhollah Khomeini                 | Monte Damavand                                                                                                 |
|                |                | 20 000 riyāl   | Blu               | Ruhollah Khomeini                 | Piazza Naqsh-e jahàn                                                                                           |
|                |                | 50 000 riyāl   | Porpora e giallo  | Ruhollah Khomeini                 | Mappa dell'Iran con simbolo dell'atomo, citazione in persiano del profeta Maometto e "Persian Gulf" in inglese |

### Cash cheque
Attualmente la banconota di corso legale con il maggiore valore facciale emessa dalla banca centrale è quella da 50 000 riyāl (pari a circa 1,05 euro nel 2020). Tuttavia circolano liberamente i cosiddetti Iran Cheque da 500 000 e 1 000 000 riyāl (vedi sotto), che sono considerati alla stregua di contante.
La banca centrale era solita concedere alle maggiori banche dello Stato il permesso di stampare le proprie banconote note come "cash cheque". Queste erano una sorta di tratte bancarie al portatore con importi fissi, stampate nella forma di banconote ufficiali. Una volta acquistati presso una banca, potevano funzionare come contante per un anno. Erano disponibili due tipi di queste banconote, a seconda della possibilità di convertirle in contante presso qualsiasi istituto finanziario ("Iran cheque"), ovvero presso la banca d'emissione. Venivano emessi in tagli da 200 000, 500 000, 1 000 000, 2 000 000 e 5 000 000 riyāl.
Nel 2008 la banca centrale ha revocato questo privilegio alle banche, e al 2010 emetteva i propri Iran Cheque in tagli da 500 000 e 1 000 000 riyāl. Attualmente è utilizzata anche la banconota da 2 000 000 riyāl.